# 布里亞特佛教
布里亞特佛教是指布里亞特地區的佛教，主要是藏傳佛教。

## 佛教傳播到布里亞特地區
歷史證據使人們有理由相信，從公元前2世紀，原蒙古人熟悉佛教，在當地一個匈奴墓地内發現念珠。
在17世紀初，藏傳佛教從蒙古滲透向北到達外貝加爾地區的布里亞特人，最初是由喀爾喀移民傳入，在17世紀末到18世紀初藏傳佛教在整個貝加爾地區傳播，這次由來自西藏和拉卜楞寺僧人傳入。

## 佛教的建立
- 在1701年有11座小布里亞特佛教寺廟在外貝加爾地區地区。

- 1727年《恰克圖條約》劃分中俄邊界後，在蒙古北部游牧生活的布里亞特部落成為俄羅斯的一部分。俄羅斯政府關閉了邊境，誘發布里亞特牧民採取相對定居的生活方式，增加自己在該地區的宗教事務的權力。

- 佛教寺院的大學，在18世紀40年代初成立。

- 1741年伊丽莎白·彼得罗芙娜·罗曼诺娃通過了一項法令，承認了喇嘛教信仰的存在。她法律上承認的11座寺廟的存在，與他們150個喇嘛。佛教被正式接納為俄羅斯帝國的官方宗教。（1991年7月布里亞特佛教徒紀念他們的宗教的正式承認250周年）。

- 由1846年起34寺廟成立在布里亞特地區，布里亞特人運用了大量的精力和物力，設法從中國西藏和蒙古進口大量深奧的文學，並採用格魯派傳承。

- 在1878年時輪學院成立，這完成了建立以西藏類型為基礎的精神高等教育。

- 在19世紀末，佛教開始深入滲透到布里亞特北部，在那裡遭到薩滿教和東正教牧師激烈抵抗。

- 在19世紀末和20世紀初，偉大的復興運動開始於布里亞特佛教，它獲得了額外的動力在布里亞特建立蘇維埃政權後。

## 地方特色
布里亞特佛教是大乘佛教最北的分支，雖然有寧瑪派影嚮，但它主要是格魯派傳統。
不过仍有一定薩满教傳統，參拜土地、山脈、河流和樹木的精神。